# Calligrapha bidenticola
Espèce
Synonymes
- Calligrapha (Bidensomela) bidenticola Brown, 1945[2]

Calligrapha bidenticola est une espèce de coléoptères de la famille des Chrysomelidae, un insecte phytophage d'Amérique du Nord. Il peut atteindre 5 à 7 mm de long.

## Systématique
L'espèce Calligrapha bidenticola a été décrite en 1945 par l'entomologiste canadien Williamson James Brown (d) (1902–1977).

## Répartition
Il se rencontre depuis le Sud-Est du Canada à la Géorgie et jusqu'au Texas.

## Confusion
Zygogramma suturalis se distingue par ses élytres maculés de macules variables en taille et formes. Ses antennes bicolores sont également plus longues.

## Galerie de photos

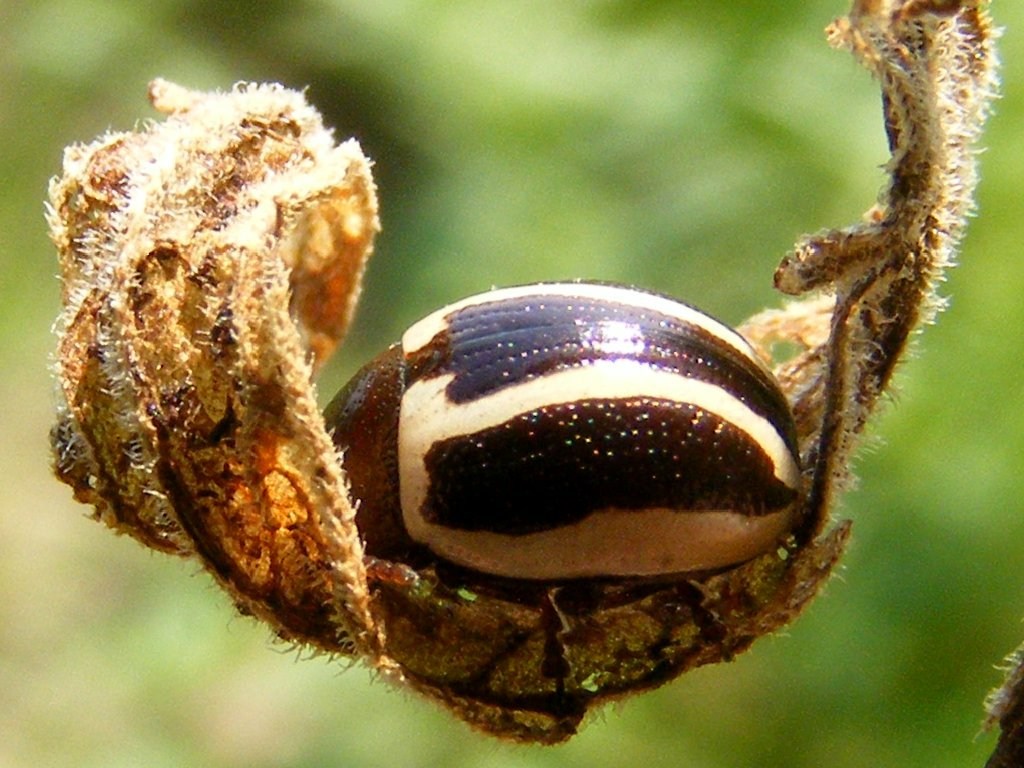
Calligrapha bidenticola.
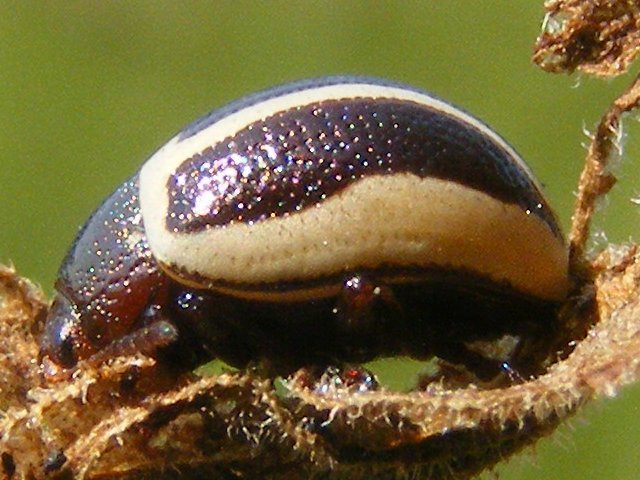
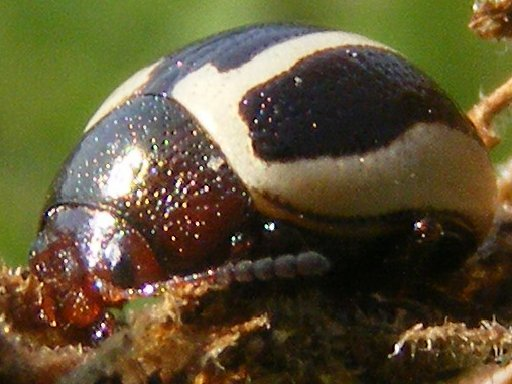